# Catarina de Courtenay
Catarina I ou Catarina de Courtenay (em francês:  Catherine; 25 de novembro de 1274 – Paris, 11 de outubro de 1307) foi imperatriz latina de Constantinopla de 1283 a 1307, embora vivesse no exílio e apenas detivesse autoridade sobre os estados cruzados na Grécia, chamados de Latinocracia. Foi casada com Carlos de Valois, sendo mãe da próxima imperatriz, Catarina II.

## Família
Catarina foi a única filha do imperador latino Filipe de Courtenay e de Beatriz da Sicília.
Os seus avós paternos foram Balduíno II de Constantinopla e Maria de Brienne. Os seus avós maternos foram Carlos I, Conde de Anjou e rei da Sicília e Beatriz da Provença.

## Biografia
Catarina cresceu na corte de seu avô, o rei da Sicília, Carlos I de Anjou.
Com a morte do pai, Filipe, em 15 de dezembro de 1283, Catarina foi a sua sucessora como imperatriz, sendo assim reconhecida pelos estados cruzados na Grécia, apesar de a cidade de Constantinopla ter sido recapturada pelo Império de Niceia, em 1261. Ela também sucedeu aos títulos de Senhora de Courtenay, de Montargis e de Blacon, e foi princesa da Acaia. Catarina teve a sua reivindicação reconhecida pelo estados remanescentes da Grécia franca, que eram: o Principado da Acaia, o Ducado de Atenas e o Condado palatino de Cefalônia e Zacinto.

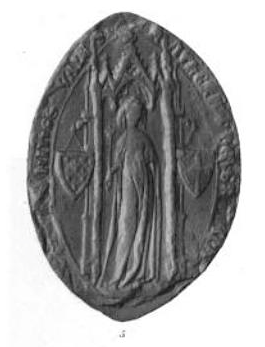
Selo de Catarina.

Após a morte do rei Carlos, em 1285, ela seguiu a rainha viúva, a segunda esposa do avô, Margarida da Borgonha até Tonnerre, para onde ela tinha se retirado.
Em 1288, Catarina ficou noiva do futuro imperador bizantino Miguel IX Paleólogo. A união foi proposta pelo pai dele, Andrónico II Paleólogo na esperança de reduzir a ameaça de restaurar o poder dos latinos no Império Bizantino, e se reconciliar com a Santa Sé e os monarcas europeus, que assustavam Constantinopla com uma nova Cruzada. Contudo, o noivado foi rompido em 1295, após vários anos de negociações e a objeção do rei da França. No final, Miguel se casou com Rita da Armênia.
Em 1294, ela foi à corte de Filipe IV de França, a quem prestou homenagem pelas terras que possuía na França.
Ainda em 1295, em junho, ela ficou noiva de Frederico, futuro rei Frederico II da Sicília. Ele tinha prometido renunciar os seus direitos à Sicília e auxiliar na reconquista do Império Latino, porém, sua proposta encontrou oposição por parte do rei Filipe IV, e o noivado foi terminado. Frederico acabou por desposar Leonor de Anjou, que por sua vez era neta paterna de Carlos I, Conde de Anjou, o avô materno de Catarina, portanto, as duas eram primas.

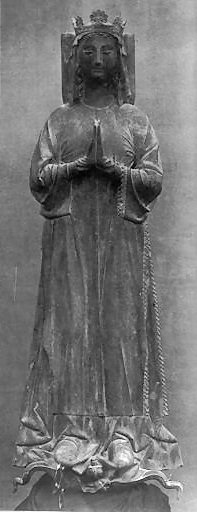
Túmulo da imperatriz na Basílica de Saint-Denis.

Mais uma vez, em 24 de janeiro de 1299, ela foi prometida em casamento à Jaime de Maiorca, filho de Jaime II de Maiorca. Porém, como os dois eram parentes muito próximos, eles precisavam de uma dispensa papal do Papa Bonifácio VIII, a qual nunca foi concedida. Além disso, Jaime se tornou um monge.
Catarina finalmente veio a se casar, no Priorado de Saint-Cloud, em 28 de fevereiro de 1301, com o conde Carlos de Valois, filho do rei Filipe III de França e de Isabel de Aragão, e portanto irmão de Filipe IV. Ela foi a sua segunda esposa, tendo a primeira, Margarida, Condessa de Anjou, prima de Catarina, morrido em 1299. Alguns meses depois, em 23 de abril, a imperatriz transferiu os seus direitos à Courtenay, Namur e ao império para o seu novo marido.
Carlos obteve o apoio de Veneza para invadir Bizâncio em 1306, tendo desembarcado na Grécia, em 1308, onde se juntou a Companhia Catalã. Contudo, a campanha foi abandonada em 1310. 
O casal teve quatro filhos, três meninas e um menino. Ela também foi madrasta do rei Filipe VI, entre outros filhos do primeiro casamento do conde.
A imperatriz faleceu em 11 de outubro de 1307, no Convento dos Jacobinos, em Paris, na presença do rei Filipe IV. Ela foi enterrada na Abadia de Maubuisson, em Saint-Ouen-l'Aumône, e mais tarde foi transferida para a Basílica de Saint-Denis, em Paris.  
Jacques de Molay, o Grão-Mestre da Ordem dos Templários, carregou o caixão de Catarina no sepultamento, no dia 12 de outubro. No dia seguinte, em 13 de outubro, ele foi preso junto aos templários sob as ordens do rei.
Seguindo sua morte, Carlos se casou pela última vez em 1308, com Matilde de Châtillon, com quem teve mais quatro filhos.

## Descendência
- Catarina de Valois-Courtenay (1302–outubro de 1346), sucessora da mãe. Foi casada com o primo, Filipe II de Tarento, de quem foi a segunda esposa. Foi regente do filho, Roberto de Tarento, no Principado da Acaia, e governou a região da Moreia e a ilha grega de Cefalônia. Teve quatro filhos;
- Joana de Valois (1304–9 de julho de 1363), foi a esposa do conde Roberto III de Artésia, que se revoltou, sob a influência da esposa, contra o rei Filipe VI, meio-irmão de Joana. Ela e os filhos foram aprisionados no Castelo Gaillard, onde ela faleceu;
- João de Valois, morreu jovem;
- Isabel de Valois (m. 11 de novembro de 1349), foi freira em Poissy, e depois abadessa em Fontrevaud, em 1342.